# Basthorst
Basthorst là một đô thị thuộc huyện Lauenburg, trong bang Schleswig-Holstein, nước Đức. Đô thị Basthorst có diện tích 10,82 km², dân số thời điểm 31 tháng 12 năm 2006 là 394 người.